# 695 v.Chr.
Het jaar 695 v.Chr. is een jaartal volgens de christelijke jaartelling.

## Gebeurtenissen

### Egypte
- Stephinates wordt benoemd tot gouverneur van de stad Saïs.

## Overleden
- Ammeris, Egyptische gouverneur van Saïs